# Medusa (Leonardo da Vinci)
La Medusa és un dels dos quadres desapareguts que Giorgio Vasari atribueix a Leonardo da Vinci.

## Primera versió
En la seva Vida de Leonardo (1568), Vasari descriu com un Leonardo molt jove va representar Medusa al frontal d'un escut de fusta.
Encara que els historiadors d'art han dubtat de la veracitat d'aquesta anècdota, s'ha afirmat que l'escut de Leonardo va inspirar diversos pintors de principis del segle xvii que ho podrien haver vist en la col·lecció de Ferran I de Mèdici.
Rubens i Caravaggio van pintar les seves pròpies versions del personatge, però el seu deute cap a la pintura de Leonardo és incert.

## Segona versió

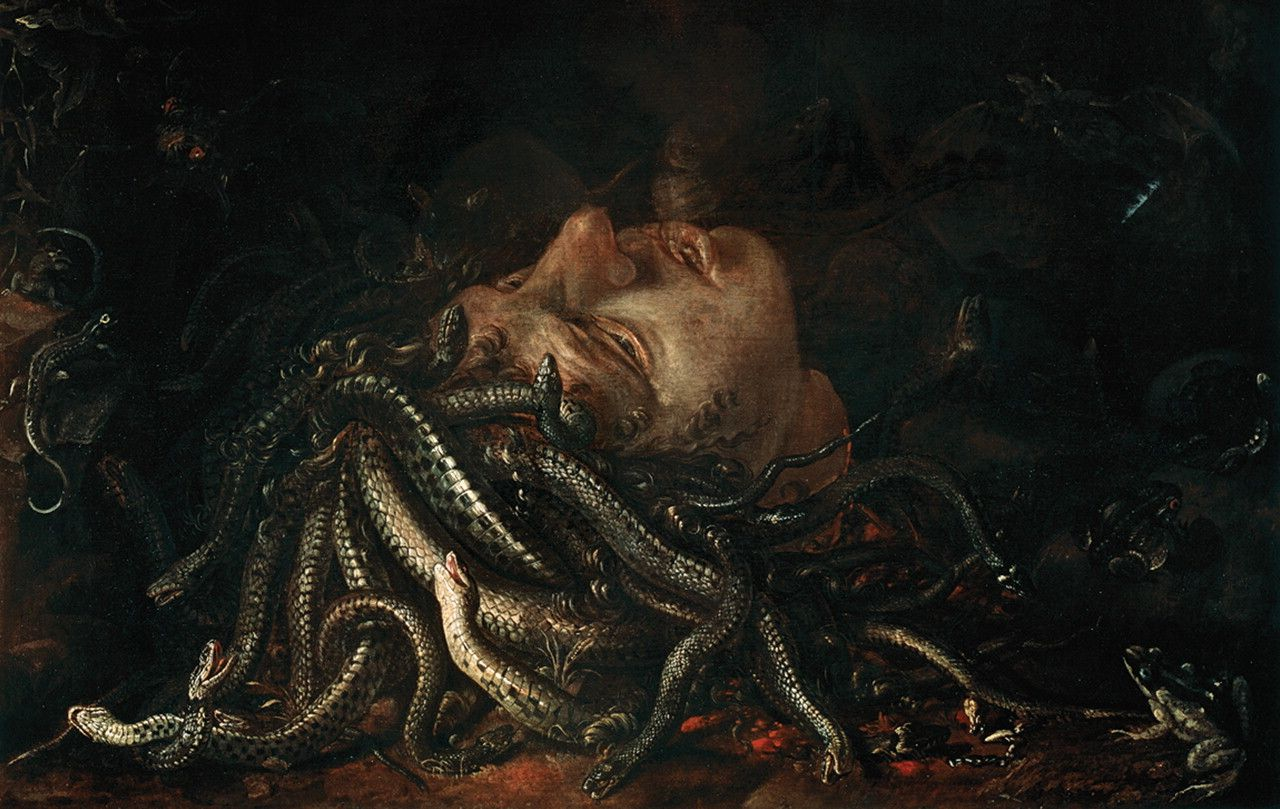
Cap de Medusa, la pintura atribuïda a Leonardo i actualment reconeguda com una obra d'un pintor flamenc del 1600. Galeria dei Uffizi

El 1782, el biògraf de Leonardo Luigi Lanzi, mentre feia una cerca de les seves pintures a la Uffizi, va descobrir un retrat del cap de Medusa que erròniament va atribuir a Leonardo, basant-se en la descripció de Vasari.
En el període del romanticisme, la fama de Leonardo aconseguí molts elogis. Els seus gravats a tota pàgina, produïts per primera vegada a Florència el 1828, es van estendre per tot Europa, fent de la pintura una de les més populars del corpus de les obres de Leonardo. El 1851, Jean Baptiste Gustave Planche va proclamar: "No dubto a afirmar que en la Medusa de la Uffizi es troba el germen del que admirem a la Gioconda del Louvre". Percy Bysshe Shelley va escriure el poema A la Medusa de Leonardo da Vinci a la Galeria Florentina, obrint amb les línies memorables: 
Es menteix, contemplant el cel de mitjanit,
aobre els núvols dels elevats cims;
a continuació, es veuen llunyanes terres tremolant;
el seu horror i la seva bellesa són divins.
Sobre els llavis i les parpelles sembla mentir
bellesa com una ombra, des que brillen,
ardents i esgarrifoses, lluitant per sota,
l'agonia de l'angoixa i la mort.
Cap al 1868, Walter Pater, en El Renaixement, va destacar la Medusa como una de les obres més cridaneres de Leonardo.
Però, al segle xx, Bernard Berenson i altres destacats crítics van argumentar en contra de l'autoria de Leonardo de la pintura dels Uffizi. Ara es creu que és obra d'un anònim pintor flamenc actiu cap al 1600.